# تفاهی
تفاهی (به لاتین: Tafahi) یک کوه و جزیره در تونگا است که در Niuas واقع شده‌است. تفاهی ۵۶۰ متر بالاتر از سطح دریا واقع شده‌است.